# Lancia Dedra
Lancia Dedra je automobil střední třídy značky Lancia.

## Historie
Lancia Dedra se začala vyrábět v roce 1989 jako nástupce Lancie Prisma. V roce 2000 výroba skončila; celkem bylo vyrobeno 418 084 vozů. Nástupcem se stal model Lybra.
Lancia Dedra byla prezentována jako druhá vlajková loď Lancie, jako elegantní automobil střední třídy pro ty, kteří si nechtějí kupovat model Thema.
Design navrhl Ercole Spada z I.DE.A Institutu. Cílem mělo být nabídnout prestižní automobil, exkluzivní „osobnost auta“ a komfort s použitím vysoce kvalitních materiálů. Vůz měl koeficient aerodynamického odporu  pouhých 0,29.

## Konstrukce
Lancia Dedra byla postavena na podlahové plošině Fiatu Tipo.